# Pressão sonora

Pressão estática e variação rápida da pressão estática (pressão sonora)

Pressão sonora é definida como uma variação rápida da pressão entre as partículas de um meio elástico, em um determinado ponto e instante de tempo. Como grandeza de estado termodinâmico de um meio elaśtico a pressão sonora caracteriza  uma onda sonora durante a propagação neste meio elástico. A unidade SI de pressão sonora é o pascal (Pa).

## Ondas sonoras
O som é uma onda mecânica, isto é, precisa de um meio material para se propagar. Existem vários tipos de ondas mecânicas, dependendo do meio elástico no qual a onda se propaga. Em fluidos (gases e líquidos) as ondas sonoras sempre são ondas longitudinais. Já em sólidos as ondas sonoras podem ser ondas quase-longitudinais, transversais, de flexão e de torção. Ondas longitudinais são caracterizadas por movimento oscilatório das partículas paralelo à direção de propagação.
Ao propagar em uma certa distância em um meio elástico, o meio sofre uma série de compressões e expansões ao longo da direção de propagação. Regiões nos quais ocorre compressão correspondem a regiões de aumento da pressão acima da pressão estática, ou seja, a pressão sonora é positiva. Em regiões nas quais há expansão ou descompressão, a pressão total é inferior à pressão estática, ou seja, a pressão sonora é negativa. Ondas sonoras podem provocar sensação auditiva quando chegam ao ouvido humano, desde que tenham energia e frequência dentro de certos limites.
A frequência com que o meio se contrai e se dilata, e com a qual a pressão sonora varia portanto, é a frequência da onda sonora. Quanto maior essa frequência, mais agudo é o som, e quanto menor, mais grave. O sistema auditivo humano é sensível a frequências na faixa de 20 até 20.000 Hz (hertz), sendo que limite inferior varia um pouco de pessoa para pessoa e o limite superior é reduzido em 1000 Hz a cada década de vida.

### Amplitude de pressão
A amplitude de pressão de uma onda sonora é dada por
{\displaystyle \triangle \ p_{m}}= {\displaystyle v\rho \omega s_{m}}
em que {\displaystyle v} é a velocidade da onda, {\displaystyle \rho } é a massa específica do meio, {\displaystyle \omega } é a frequência e {\displaystyle s_{m}} é a amplitude de deslocamento longitudinal da onda. A amplitude de pressão significa o máximo aumento ou diminuição (variação) da pressão do meio em que a onda se propaga. A menor a amplitude de pressão detectável é da ordem de {\displaystyle 2,8\times 10^{-5}} Pa. Já a maior suportável pelo ouvido humano é de {\displaystyle 28} Pa, ainda muito pequena comparada com a pressão atmosférica, 100.000 Pa

### Intensidade
A intensidade de uma onda sonora é definida como a taxa de energia por unidade de área por unidade de tempo e é dada por
{\displaystyle I={\frac {P}{A}}}
em que {\displaystyle P} é a potência de onda e {\displaystyle A} é a área transversal à direção de propagação.
A intensidade de uma onda sonora também pode ser expressa em função da amplitude de deslocamento por
{\displaystyle I={\frac {1}{2}}\rho v\omega ^{2}{s_{m}}^{2}}.

## Nível de pressão sonora SPL
O nível de pressão sonora (SPL, em inglês Sound Pressure Level) é uma medida para determinar o grau de potência de uma onda sonora. É determinada pela amplitude da onda sonora por duas razões: pela sensibilidade do ouvido às variações de pressão, e por ser uma quantidade simples de ser medida. A unidade internacional do nível de pressão sonora é o decibel (dB).
O ouvido humano consegue perceber uma faixa muito ampla de intensidades sonoras, cerca de {\displaystyle 10^{12}}. Por causa disso, tornou-se mais viável utilizar o conceito de nível de pressão sonora, dado em escala logarítmica, do que intensidade. Sendo assim, o nível de pressão sonora (em dB) é dado por
{\displaystyle \beta =10dB*\log \left({\frac {I}{I_{0}}}\right)}
em que {\displaystyle I} é a intensidade medida e {\displaystyle I_{0}} é uma intensidade de referência (aproximadamente, a mínina intensidade percebida por um ser humano médio) dada por {\displaystyle I_{0}=10^{-12}W/m^{2}}.

### Exemplos de nível de pressão sonora
| SPL    | Som                                                                                         |
| ------ | ------------------------------------------------------------------------------------------- |
| 190 dB | Armas pesadas (10 m atrás da arma)                                                          |
| 180 dB | Arma de brinquedo (disparada perto do ouvido)                                               |
| 170 dB | Tapa no ouvido                                                                              |
| 160 dB | Golpe de martelo em chapa de aço ou tubo de latão (1 m de distância)                        |
| 150 dB | Golpe de martelo em uma forja (5 m de distância)                                            |
| 130 dB | Explosão; bater de palmas forte (1 m de distância)                                          |
| 120 dB | Decolagem de avião (60 m de distância); apito ou assobio forte (1 m de distância)           |
|        | Limiar da dor, curta exposição pode gerar danos auditivos                                   |
| 110 dB | Boate cheia; sirene (10 m de distância); violino perto do ouvido do músico em um concerto   |
| 100 dB | Grito (1,5 m de distância); música alta em fones de ouvido                                  |
| 90 dB  | Caminhão a diesel 80 km/h (15 m de distância);                                              |
|        | Risco de danos auditivos se escutado por 40 h/semana ou mais                                |
| 80 dB  | Tráfego de veículos pesados (7,5 m de distância) ou de uma via expressa (25 m de distância) |
| 70 dB  | Secador de cabelo (1 m de distância); ruído de uma rua principal (distância da calçada)     |
| 60 dB  | Conversação normal (1 m de distância); cortador de grama barulhento (10 m de distância)     |
| 50 dB  | Chilro de um pássaro (15 m de distância)                                                    |
| 40 dB  | Ruído de dia comum                                                                          |
|        | Ruído capaz de distrair no aprendizado e dificultar a concentração                          |
| 30 dB  | Ventilador silencioso em velocidade baixa (1 m de distância); tic-tac de relógio            |
| 20 dB  | Interior de uma casa a noite; ruído da respiração (1 m de distância)                        |
| 10 dB  | Sussurro                                                                                    |
| 0 dB   | Limiar da audição                                                                           |